# Dicellandra glanduligera
Dicellandra glanduligera är en tvåhjärtbladig växtart som först beskrevs av François Pellegrin, och fick sitt nu gällande namn av Jacq.-fél.. Dicellandra glanduligera ingår i släktet Dicellandra och familjen Melastomataceae. Inga underarter finns listade i Catalogue of Life.